# Dictyna cronebergi
Dictyna cronebergi är en spindelart som beskrevs av Simon 1889. Dictyna cronebergi ingår i släktet Dictyna och familjen kardarspindlar.
Artens utbredningsområde är Turkmenistan. Inga underarter finns listade i Catalogue of Life.